# Gare de Lothiers
Gare de Lothiers – przystanek kolejowy w Tendu, w departamencie Indre, w Regionie Centralnym, we Francji.
Jest przystankiem kolejowym Société nationale des chemins de fer français (SNCF), obsługiwanym przez pociągi TER Centre.